# Ostrówek (Ostrowiec Świętokrzyski)
Ostrówek - zwany również Ostrowem, to część osiedla Ludwików w Ostrowcu Świętokrzyskim. 

## Położenie
Ostrówek obejmuje najbardziej na południe wysuniętą część Ludwikowa znajdującą się na Wyżynie Opatowskiej. Od południa i zachodu rozciąga się po granice miasta, na wschodnie ogranicza go ul. Opatowska, a na północy ul. Winnica. Jego oś komunikacyjną stanowi ul. Wąwozy.
Leży on na trasie  czerwonego szlaku rowerowego im. Mieczysława Radwana.

## Historia[1]
Ostrówek to jedno z najstarszych miejsc osadniczych na terenie Ostrowca Świętokrzyskiego. Na jego obszarze odnaleziono ślady kultury lendzielskiej z IV wieku p.n.e., grób szkieletowy z połowy III wieku p.n.e. i cmentarzysko popielicowe z II wieku p.n.e. Odkryte tutaj naczynie gliniane z wizerunkiem czterokołowego wozu jest jednym z najstarszych świadectw wykorzystywania w tej części Europy transportu kołowego.
W 2011 roku natrafiono na ślady starożytnej osady, w której najstarsze znaleziska pochodzą z początków młodszej epoki kamienia (ok. 4000 lat p.n.e.). Są to pozostałości pracowni kamieniarskiej produkującej narzędzia z krzemienia czekoladowego i obsydianu oraz cienkościenne ceramiki zdobione ornamentem kutym.  
Również w średniowieczu te tereny były zasiedlone o czym poświadczają znaleziska datowane na wieki X i XI.
Pierwsze wzmianki o wsi Ostrów pochodzą z 1369 roku, kiedy to osada należała do rodu Rawitów.
Wieś w 1924 roku została włączona w granice miasta. 